# Anders Sunesen
Anders Sunesen (cirka 1167–1228), ærkebiskop, skolastiker og digter hørte til
Skjalm Hvides slægt. Han var søn af Sune Ebbesen (d. 1186), en af de gæveste høvdinger på vendertogene og Valdemars tro rådgiver. Bror til Peder Sunesen, som var biskop af Roskilde fra 1191 til 1214.

## Baggrund
Ungdomsårene tilbragte han efter Absalons tilskyndelse med filosofiske og teologiske studier i Paris, fortsatte dernæst med at studere retsvidenskab i Italien og England.
Efter sin hjemkomst blev han (senest 1194) kong Knuds kansler og domprovst i Roskilde. Saxo Grammaticus fremhæver i forordet til sin
Gesta Danorum, at Anders Sunesen ved sin overlegne dygtighed hævede kanslerembedet til noget langt højere, end det før havde været.

## Karriere
Da Absalon døde 21. marts 1201, blev Anders Sunesen 1202 hans efterfølger som ærkebiskop i Lund. Paven stadfæstede ham tillige som Sveriges primas og sendte ham palliet, det ærkebiskoppelige værdighedstegn. Snart efter besteg Valdemar 2. Sejr tronen; Anders Sunesen kronede ham, og han genvandt meget af, hvad ærkesædet under Eskil havde måttet afstå til kronen.
I sin styrelse var Anders Sunesen ivrig for de kirkelige ideers gennemførelse, men tillige sagtmodig, mild og fredsommelig. Sammen med sin bror, biskop Peder, mæglede han ved forliget 1203, hvorved Lauenburg blev overgivet til Valdemar 2., imod at grev Adolf
III af Holsten blev frigivet, og senere virkede han for den oprørske biskop Valdemars løsladelse (1206).
På et sjællandsk kirkemøde fik han vedtaget love om bod og kirkeorden, i sit ærkestift fik han gennemført bispetiende, der havde kostet Absalon hårde kampe, og ved mild formaning og sit eget rene eksempel fik han præsternes cølibat stærkere gennemført.
Særlig betydning fik Anders Sunesen som korstogsprædikant og leder af missionen i de baltiske lande. Fra 1203 prædikede han korstog mod esterne, der havde
dristet sig til landgang i Blekinge, og 1206 fik han af paven tilladelse til at indsætte en biskop over de folk, han måtte omvende. I Riga, holdt han teologiske forelæsninger for de tyske missionspræster 1206-1207 og rådede dem til mildhed mod hedningerne.
Senere var Anders Sunesen med på Valdemar 2.s store tog til Estland 1219. Sagnet fortæller senere, at ærkebispen under kampen havde knælet på en høj med oprakte arme; men da han ikke mægtede mere at hæve dem, veg de danske; hans præster støttede ham nu, og pludselig dalede Dannebrog ned fra himlen som sejrsmærke for kong Valdemar og hans mænd.
Anders Sunesens forfattervirksomhed er ikke banebrydende, og i verdenslitteraturen indtager den ikke nogen høj plads, men dog er han Danmarks eneste store middelalderlige teolog. Hans vigtigste værk er Hexaëmeron, et teologisk skabelsesdigt skrevet på heksameter, bestående af 8.040 vers.
I Estland blev han smittet af spedalskhed og vendte hjem til Danmark i håb om at at trække sig tilbage. Da paven ikke godkendte valget af hans efterfølger, styrede han embedet til 1224. Han var en af landets mægtigste og rigeste mænd og skænkede rige gaver til Lunds domkapitel. På en af sine gårde i Lund havde han grundlagt det første dominikanerkloster i Danmark (1222). Sine sidste år levede han som lepra-patient isoleret på Ivø i det nordøstlige Skåne frem til sin død i 1228. Han blev begravet i det nordre sidekor af Lund Domkirke. Ved sin død efterlod han sig et bibliotek på mellem 30 og 40 værker, hvilket i samtiden blev betragtet som meget stort.
| Foregående: Absalon | Biskop i Lund 1202-1224 | Efterfølgende: Peder Saxesen |